# Rezeptabrechnung
Unter Rezeptabrechnung versteht man die Abrechnung von Kassenrezepten mit den Krankenkassen. Hierbei werden Leistungen im Rahmen der gesetzlichen Krankenversicherung (GKV) abgerechnet. Parameter wie verordnete Medikamente, Identifikation der versicherten Person und des ausstellenden Arztes werden dabei, insbesondere im Hinblick auf eine spätere statistische Auswertung maschinell erfasst, um beispielsweise Rückschlüsse auf ein mögliches (DMP-relevantes) Erkrankungsmuster des Patienten, oder die Verordnungsgewohnheiten des Arztes ziehen zu können. Die Maßgaben des Datenschutzes sind dabei zu berücksichtigen.
Die gesetzliche Krankenversicherung ist nach dem Sachleistungsprinzip organisiert. Die Apotheken erhalten ihr Geld also nicht unmittelbar von den Versicherten, sondern von den Krankenkassen. Da die Rezeptabrechnung aufgrund einer Vielzahl formaler Vorgaben sehr komplex ist, wird sie von den sogenannten Apothekenrechenzentren durchgeführt. Darüber hinaus existiert auch noch für den Direktvertrieb vom Hersteller eine Abrechnung von letzterem mit den Krankenkassen bzw. Krankenversicherungen, sofern vorher ein Kostenvoranschlag beantragt und erteilt wurde. Dieser muss zusammen mit dem Rezept eingereicht werden, insbesondere im Zusammenhang mit einer Dauerverordnung.

## Gesetzliche Grundlagen
Maßgebliche Grundlagen für die Rezeptabrechnung gegenüber den Krankenkassen sind:
- Arzneimittelabrechnungsvereinbarung nach § 300 SGB V
- Rahmenvertrag über die Arzneimittelversorgung nach § 129 SGB V[1] und
- Arzneilieferverträge

Die wesentliche gesetzliche Grundlage für den Abrechnungsverkehr mit den Krankenkassen ist § 300 SGB V. Er regelt die maschinenlesbare Übertragung der Pharmazentralnummer auf das Rezept sowie die Weiterleitung der Rezepte und der Abrechnungsdaten an die Krankenkassen. Die Details sind in der bundesweit gültigen Arzneimittelabrechnungsvereinbarung zu § 300 SGB V sowie den dazugehörigen Technischen Anlagen festgelegt.
Daneben regeln der Rahmenvertrag nach § 129 SGB V und die Arzneilieferverträge die Belieferung von Versicherten der Krankenkassen mit Arzneimitteln. Grundsätzlich unterscheidet man dabei zwischen Verträgen auf Bundes- bzw. Landesebene.
Arzneilieferverträge auf Bundesebene werden zwischen dem Deutschen Apothekerverband und den Vertretern der Kostenträger geschlossen.
Beispiele:
- Rahmenvertrag nach § 129 SGB V
- Arzneilieferverträge mit Ersatzkrankenkassen, Berufsgenossenschaften, Postbeamten, Bundeswehr und Bundesgrenzschutz

Auf Landesebene existieren Arzneilieferverträge mit den Regionalkassen. Zu den Regionalkassen zählen die Ortskrankenkassen (AOK), die Betriebskrankenkassen (BKK), die Landwirtschaftlichen Krankenkassen (LKK), die Innungskrankenkassen (IKK) und die Knappschaft. Vertragspartner dieser Kostenträger sind die jeweiligen Landesapothekerverbände.
Die Arzneilieferverträge regeln die grundlegenden Bestimmungen über die Belieferung und Abrechnung der Rezepte. Im Einzelnen geht es um die Lieferungsberechtigung, um Einzelheiten der Abgabe, um die Preisberechnung und um abrechnungstechnische Fragen wie z. B. die Art der Rechnungslegung, die Rechnungsbegleichung und die Sortierung der Verordnungsblätter. Außerdem ist festgelegt, innerhalb welcher Frist eine ärztliche Verschreibung beliefert werden darf (in der Regel innerhalb eines Monats nach Ausstellungsdatum).
Außerdem regeln die Verträge die Vorgaben für ordnungsgemäß ausgestellte kassenärztliche Verordnungen und enthalten Vorschriften über Rechnungs- und Taxationsbeanstandungen.

## Apothekenrechenzentren
Der überwiegende Teil der Verordnungsblätter zu Lasten der Krankenkassen wird über die apothekeneigenen bzw. standeseigenen Rechenzentren abgerechnet. Daneben gibt es auch private Abrechnungsstellen. Eine Liste aller Rechenzentren für Kassenrezepte findet sich beim Nacht- und Notdienstfonds.

### Vorbereitung in der Apotheke
Die Kontrolle der Rezepte auf ordnungsgemäße Ausstellung der Verordnung ist von Bedeutung, da die Bezahlung von den Krankenkassen aus rein formellen Gründen abgelehnt werden kann. Fehlende Angaben können vom Apotheker häufig selbst ergänzt werden, ggf. ist die Korrektur durch den verordnenden Arzt erforderlich. Anschließend werden die Apothekendaten auf das Rezeptblatt aufgedruckt. Die Vorgaben dazu sind in der Technischen Anlage 2 der Abrechnungsvereinbarung für Arzneimittel nach § 300 SGB V zusammengefasst.
Die Rezepte werden in der Regel zweimal im Monat in der Apotheke abgeholt.

### Verarbeitung im Apothekenrechenzentrum
Im Apothekenrechenzentrum werden die Rezepte ausgepackt und anhand des sog. Apotheken-Institutionskennzeichens registriert.
Danach werden die Rezepte mit Hilfe von Hochgeschwindigkeitsbeleglesern eingescannt. Die Geschwindigkeit der Verarbeitung ist stark abhängig von der Verwendung standardisierter Formblätter (sog. Muster 16-Formular) und der maschinenlesbaren Bedruckung in Arztpraxis und Apotheke.
Nach dem Scannen folgt die Zeichenerkennung der Rezeptdaten durch eine Software. Alle Daten, die nicht maschinell erkannt wurden, müssen anschließend manuell korrigiert bzw. ergänzt werden. Hierzu werden die gescannten Rezepte an Bildschirmarbeitsplätze geschickt, an denen Datentypisten die nicht erkannten Zeichen ergänzen.

### Rechnungserstellung und Versand der Abrechnungsunterlagen
Nach der Datenkorrektur steht der gesamte Datenbestand zur Verfügung. Die Daten werden zusammengeführt und nach vorgegebenen Kriterien sortiert.
Während des gesamten Verarbeitungsprozesses sorgen mehrere hundert Plausibilitätsprüfungen für die fehlerfreie Ermittlung der Rezeptdaten. Für die Rechnungsschreibung werden zwei Datenbestände erstellt (Kassen- und Apothekenabrechnung), ausgedruckt und an Apotheken bzw. Krankenkassen versandt.
Die Kostenträger erhalten gemäß der Vereinbarung nach § 300 SGB V neben den Rechnungsunterlagen in Papierform die Rezepteinzeldaten und die Images in Dateiform.

### Zu- und Absetzungen
Bei den Zu- und Absetzungen handelt es sich um sachliche oder rechnerische Korrekturen durch die Krankenkassen. Die Rechenzentren verrechnen diese Beträge in der nächstmöglichen Abrechnung mit den Apotheken. Die Apotheke kann ggf. Einspruch gegen eine Absetzung einlegen. Hierbei sind die in den Arzneilieferverträgen festgelegten Fristen einzuhalten.

### Rezeptversand
Die letzte Tätigkeit eines Abrechnungszeitraumes ist der Rezeptversand an die Kostenträger in der vertraglich vorgeschriebenen Sortierung. Hierzu werden wieder die Beleglesesysteme eingesetzt, die neben dem Scannen auch die Sortierung der Rezepte ermöglichen.

## Weitere Serviceleistungen

### Statistiken
Neben der monatlichen Abrechnung erhalten die Apotheken umfangreiche statistische Auswertungen. Diese ermöglichen den Vergleich des aktuellen Abrechnungsmonats mit den entsprechenden Werten des Vorjahresmonats sowie der im laufenden Jahr erzielten Werte mit denen des Vorjahreszeitraumes. Darüber hinaus werden die Apothekenwerte den Durchschnittswerten aller Apotheken des jeweiligen Bundeslandes, Regierungsbezirkes und Landkreises gegenübergestellt. Eine Produktgruppenübersicht zeigt die Verteilung des GKV-Umsatzes auf die Bereiche verschreibungspflichtige und nicht verschreibungspflichtige Arzneimittel sowie Hilfsmittel und Sonstiges.
Darüber hinaus bietet die Ärztestatistik einen Überblick über die Umsatzentwicklung bei den 30 umsatzstärksten Ärzten. Mit all diesen Informationen sind die Statistiken ein wichtiges Instrument für den Apothekenleiter zur betriebswirtschaftlichen Steuerung der Apotheke.

### Online-Zugriff
Die meisten Apothekenrechenzentren bieten ihren Kunden die Möglichkeit, mittels einer gesicherten Verbindung online auf ihre Daten zugreifen zu können. Der Apotheker kann sich beispielsweise seine Rezepteinlieferungsdaten anzeigen lassen oder durch Eingabe geeigneter Suchkriterien auf seine Rezeptimages zugreifen.

## Sicherheitskonzept

### Versicherungsschutz
Als zusätzliche Leistung bieten die Rechenzentren einen umfangreichen Versicherungsschutz für die Rezepte. Dieser beginnt bereits bei der Entgegennahme des Rezeptes vom Patienten und endet erst mit der ordnungsgemäßen Bezahlung durch den Kostenträger. Die Rezepte sind also entlang der gesamten Prozesskette (Apotheke, Abholdienst, Rechenzentrum) versichert.

### Datenschutz
Eine ganz wesentliche Bedeutung kommt dem Datenschutz zu. Die Rechenzentren verarbeiten hochsensible Sozialdaten. Durch zahlreiche Sicherheitsvorkehrungen soll sichergestellt werden, dass unbefugte Dritte keinen Zugang zu den Apothekenabrechnungsdaten bekommen.
Im Februar 2012 wurden mehrere Rechenzentren verdächtigt, illegal mit personenbezogenen Rezeptdaten gehandelt zu haben.